# Yngvild Sve Flikke
Yngvild Sve Flikke (Trondheim, 9 juni 1974) is een Noorse filmregisseur en scenarioschrijver.

## Biografie
Ze groeide op in de wijk Rosenborg in Trondheim. Ze volgde een cursus sociale antropologie. Ze maakte in 2015 haar speelfilmdebuut als regisseur met Kvinner i for store herreskjorter. Voor deze film werd ze samen met Gunnhild Øyehaug genomineerd voor de Amandaprijs 2015 voor beste scenario, terwijl Anne Krigsvoll de prijs voor beste vrouwelijke bijrol won. 
In 2021 ging haar tweede film Ninjababy in première, gebaseerd op de graphic novel Fallteknikk van Inga Sætre. Voor deze film won ze samen met Johan Fasting en Sætre de Amandaprijs 2021 in de categorieën beste regisseur en beste scenario, terwijl de film in nog twee categorieën won. In totaal werd de film tijdens de uitreikingen genomineerd voor elf prijzen. Ze won tevens de prijs voor beste regie voor Ninjababy op het South by Southwest-festival in 2021.
Ze werkte vele jaren bij NRK, voor NRK Ung en NRK Super. Ze werkte aan programma's als U, Opptur, Mamarazzi, XL, Lydverket en Nasjonalgalleriet. Ze was regisseur en scenarioschrijver van de korte filmreeks Vera venneløs (NRK kinder- en jeugdafdeling, 2008). Ook regisseerde ze in 2018 en 2019 zes afleveringen van NRK’s tv-serie Heimebane.
Ze regisseerde ook animatiefilms en muziekvideo's en maakte de video "Since Last Wednesday" voor de groep Highasakite.

## Filmografie
- Vera venneløs (2008) - regisseur en scenario
- Kvinner i for store herreskjorter (2015) - regisseur en scenario
- Heimebane (2018 en 2019) - regisseur
- Ninjababy (2021) - regisseur en scenario

- Gemeinsame Normdatei: 1077999682
- International Standard Name Identifier: 0000 0004 5396 3468
- Système universitaire de documentation: 189909625
- Virtual International Authority File: 114144782697924432408